# Pittosporum linearifolium
Pittosporum linearifolium är en tvåhjärtbladig växtart som beskrevs av J.B. Sugau. Pittosporum linearifolium ingår i släktet Pittosporum och familjen Pittosporaceae. Inga underarter finns listade.